# John Alexander Longmore
John Alexander Longmore, britanski general, * 1899, † 1973.